# Лесото на літніх Олімпійських іграх 2024
Лесото брало участь у літніх Олімпійських іграх 2024 в Парижі, які тривали з 26 липня по 11 серпня 2024 року. Ця Олімпіада стала тринадцятою, в якій брали участь спортсмени з Лесото після дебюту на літніх Олімпійських іграх 1972 року, країна не брала участі в літніх Олімпійських іграх 1976 року, приєднавшись до їх бойкоту африканськими країнами.

## Спортсмени
Країну на Олімпійських іграх 2024 року представляли 3 спортсмени — 2 у легкій атлетиці та 1 у тхеквондо, з них 1 чоловік і 2 жінок.
Легкоатлети Лесото отримали ліцензію для участі в Олімпійських іграх у Парижі, досягнувши кваліфікаційного результату, за світовим рейтингом або отримавши місця в дисциплінах на іграх за універсальною квотою (максимум 3 спортсмени на країну).
У легкій атлетиці країну представляли 2 бігунів на марафонську дистанцію. У чоловічих змаганнях країну представляв Тебело Рамаконгоана, який зайняв у забігу 7-ме місце з часом 2:07:58, що стало національним рекордом Лесото. У жіночому марафоні країну представляла Мокулубете Бландіна Макатісі, яка з часом 2:30:20, що стало її особистим рекордом, зайняла 31-ше місце на змаганнях.
Уперше з 2004 року Лесото представляв спортсмен у змаганнях з тхеквондо. Срібна призерка Африканських ігор 2019 року Мішель Тау пройшла кваліфікацію на паризькі ігри 2024 року після перемоги в півфіналі африканського кваліфікаційного турніру 2024 у столиці Сенегалу Дакарі, після чого отримала одне з двох доступних місць. На іграх Мішель Тау виступала в жіночому турнірі до 49 кг, та в 1/8 фіналу програла іранській спортсменці Мобіні Нематзаде.